# Montezuma’s Revenge (album)
Montezuma’s Revenge – piąty album studyjny hip-hopowej grupy Souls of Mischief wydany 1 grudnia 2009 roku przez wytwórnię płytową Clear Label Records.

## Lista utworów
1. „Intro”
2. „Prince Paul”
3. „Postal”
4. „Tour Stories”
5. „Skit”
6. „Proper Aim”
7. „You Got It”
8. „Hiero HQ”
9. „Poets Skit”
10. „Poets”
11. „Mr. Freeman Skit”
12. „Fourmation”
13. „Dead Man Walkin'”
14. „For Real Y'All”
15. „Lickity Split”
16. „Home Game”
17. „Outro”
18. „Lalala”